# Тшебиця
Тшебиця (пол. Trzebica) — село в Польщі, у гміні Пацанув Буського повіту Свентокшиського воєводства.
Населення — 222 особи (2011).
У 1975-1998 роках село належало до Келецького воєводства.

## Демографія
Демографічна структура на день 31 березня 2011 року:
|          | Загалом | Допрацездатний вік | Працездатний вік | Постпрацездатний вік |
| -------- | ------- | ------------------ | ---------------- | -------------------- |
| Чоловіки | 105     | 20                 | 67               | 18                   |
| Жінки    | 117     | 24                 | 55               | 38                   |
| Разом    | 222     | 44                 | 122              | 56                   |